# Martin Pláněk
Martin Pláněk (* 12. července 1991 Znojmo) je český hokejový obránce a reprezentant, od listopadu 2023 nastupující za český klub Mountfield HK.

## Hráčská kariéra
Svoji hokejovou kariéru začal v týmu Orli Znojmo, v mládeži dále nastupoval za mužstva HC Kometa Brno a HC Olomouc. V ročníku 2009/10 poprvé nakoukl do "áčka" Znojma, v jehož dresu hrál nejprve druhou nejvyšší soutěž a následně mezinárodní ligu EBEL. Ve Znojmě se stal oporou a v roce 2013 odešel společně s tehdejším spoluhráčem - brankářem Ondřejem Kacetlem do českobudějovického klubu HC Mountfield z extraligy.

### Mountfield HK
Celý tým se však záhy přesunul do Hradce Králové, kde vzniklo nové mužstvo Mountfield HK. Krátce po přesunu si s klubem zahrál na turnaji European Trophy v severní divizi, kde Hradec skončil v konfrontaci s týmy Luleå HF (Švédsko), EC Red Bull Salzburg (Rakousko), HC Škoda Plzeň, HC Kometa Brno, Kärpät Oulu (Finsko), Hamburg Freezers a Eisbären Berlín (oba Německo) na osmém nepostupovém místě. V lednu 2016 podepsal s vedením mužstva nový dvouletý kontrakt. S Hradcem se představil na konci roku 2016 na přestižním Spenglerově poháru, kde byl klub nalosován do Torrianiho skupiny společně s celky HC Lugano (Švýcarsko) a Avtomobilist Jekatěrinburg (Rusko) a skončil v základní skupině na druhém místě. Ve čtvrtfinále poté vypadl po prohře 1:5 nad evropským výběrem Kanady. V sezoně 2016/17 s týmem poprvé v jeho historii postoupil v nejvyšší soutěži do semifinále play-off, kde bylo mužstvo vyřazeno pozdějším mistrem - Kometou Brno v poměru 2:4 na zápasy, ale Pláněk společně se spoluhráči a trénery získal bronzovou medaili.

## Klubové statistiky
| Sezona    | Klub              | Soutěž          | Základní část | Základní část | Základní část | Základní část | Základní část | Play off | Play off | Play off | Play off | Play off |
| Sezona    | Klub              | Soutěž          | Z             | G             | A             | B             | TM            | Z        | G        | A        | B        | TM       |
| --------- | ----------------- | --------------- | ------------- | ------------- | ------------- | ------------- | ------------- | -------- | -------- | -------- | -------- | -------- |
| 2009/2010 | Orli Znojmo       | 0 1. česká liga | 01            | 0             | 0             | 0             | 0             | —        | —        | —        | —        | —        |
| 2009/2010 | HC Břeclav        | 0 2. česká liga | 03            | 0             | 0             | 0             | 0             | —        | —        | —        | —        | —        |
| 2010/2011 | Orli Znojmo       | 0 1. česká liga | 34            | 03            | 06            | 09            | 42            | 11       | 01       | 03       | 04       | 14       |
| 2011/2012 | Orli Znojmo       | 0000 EBEL       | 48            | 07            | 06            | 13            | 81            | 04       | 01       | 0        | 01       | 04       |
| 2012/2013 | Orli Znojmo       | 0000 EBEL       | 51            | 07            | 15            | 22            | 30            | 05       | 0        | 0        | 0        | 04       |
| 2013/2014 | Mountfield HK     | Česká extraliga | 49            | 02            | 04            | 06            | 26            | 05       | 0        | 01       | 01       | 04       |
| 2014/2015 | Mountfield HK     | Česká extraliga | 52            | 05            | 13            | 18            | 28            | 04       | 0        | 02       | 02       | 04       |
| 2015/2016 | Mountfield HK     | Česká extraliga | 51            | 02            | 11            | 13            | 24            | 06       | 01       | 02       | 03       | 04       |
| 2016/2017 | Mountfield HK     | Česká extraliga | 40            | 02            | 11            | 13            | 22            | 11       | 0        | 02       | 02       | 10       |
| 2017/2018 | Mountfield HK     | Česká extraliga | 51            | 2             | 7             | 9             | 40            | 10       | 0        | 0        | 0        | 2        |
| 2018/2019 | BK Mladá Boleslav | Česká extraliga | 51            | 6             | 14            | 20            | 41            | 10       | 0        | 3        | 3        | 14       |
| 2019/2020 | BK Mladá Boleslav | Česká extraliga | 52            | 4             | 12            | 16            | 12            | —        | —        | —        | —        | —        |
| 2020/2021 | BK Mladá Boleslav | Česká extraliga | 39            | 7             | 3             | 10            | 56            | 11       | 0        | 3        | 3        | 10       |
| 2021/2022 | BK Mladá Boleslav | Česká extraliga | 55            | 5             | 11            | 16            | 53            | 14       | 0        | 6        | 6        | 10       |
| 2022/2023 | BK Mladá Boleslav | Česká extraliga | 51            | 4             | 8             | 12            | 16            | 4        | 0        | 3        | 3        | 2        |
| 2023/2024 | BK Mladá Boleslav | Česká extraliga | 20            | 1             | 2             | 3             | 6             | —        | —        | —        | —        | —        |
| 2023/24   | Mountfield HK     | Česká extraliga | 31            | 1             | 7             | 8             | 20            | 8        | 0        | 1        | 1        | 2        |

## Juniorská reprezentace
| Turnaj        | Místo konání            | Z | G | A | B | TM | Umístění |
| ------------- | ----------------------- | - | - | - | - | -- | -------- |
| MSJ 2011      | USA (Buffalo, Lewiston) | 6 | 0 | 1 | 1 | 2  | 7. místo |
| Celkem na MSJ |                         | 6 | 0 | 1 | 1 | 2  |          |